# بوچکی-شویدرووو
بوچکی-شویدرووو (به لهستانی:  Boczki-Świdrowo) یک روستا در لهستان است که در گمینا گرایوو واقع شده‌است. بوچکی-شویدرووو ۲۵۰ نفر جمعیت دارد و ۱۵۰ متر بالاتر از سطح دریا واقع شده‌است.